# Pho mát xanh

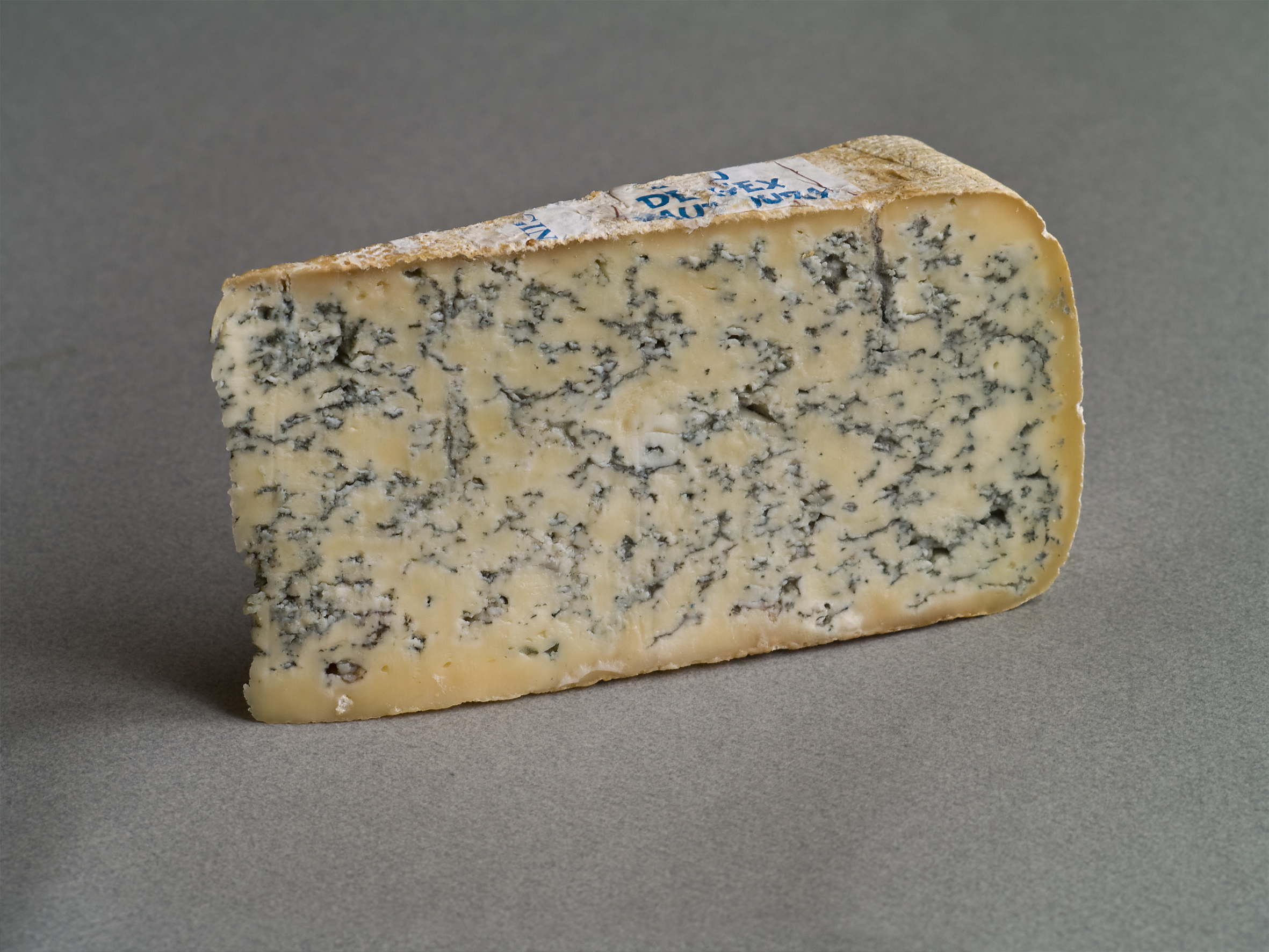
Bleu de Gex

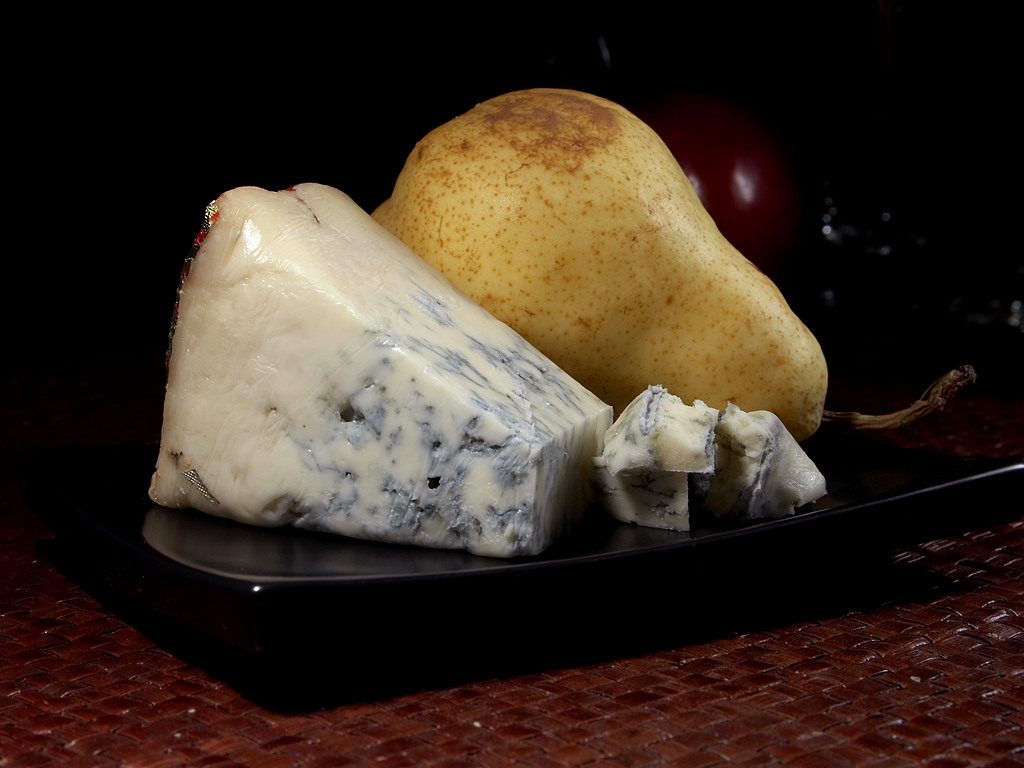
Gorgonzola

Phô mai xanh là một phô mai gồm sữa bò, sữa cừu, hoặc sữa dê đã cấy nấm mốc Penicillium thêm vào, để cho sản phẩm cuối cùng có đốm hoặc vân với màu xanh da trời, xám xanh da trời hoặc mốc màu xanh da trời-xanh lá cây, và mang một mùi riêng biệt, hoặc từ đó hoặc vi khuẩn được nuôi cấy đặc biệt khác nhau. Một số loại pho mát xanh được tiêm bào tử nấm trước khi hình thành sữa đông. Phô mai xanh thường được để trong một môi trường kiểm soát nhiệt độ như hang động. Phô mai xanh có thể ăn hoặc có thể bẻ vụn hay để tan chảy vào trong hoặc trên thực phẩm khác.
Tại Liên minh châu Âu, nhiều loại pho mát xanh như Roquefort, Gorgonzola và Stilton xanh có một chỉ định xuất xứ được bảo hộ, có nghĩa là chúng chỉ có thể mang tên gọi này chỉ khi được sản xuất trong một khu vực cụ thể trong một quốc gia nhất định. Tương tự như vậy,các nước có biện pháp bảo vệ xuất xứ pho mát của họ chẳng hạn như Appellation d'Origine Contrôlée của Pháp và Denominazione di Origine Protetta của Ý.